# Stylops truncatus
Stylops truncatus  (лат.) — вид веерокрылых насекомых рода Stylops из семейства Stylopidae. Япония (Хоккайдо).
Общая длина самок около 5,7 мм. Длина цефалоторакса 1,20 мм, максимальная ширина 1,13 мм; интермандибулярное расстояние 0,17 мм. Характеризуется субтрапециевидной формой цефалоторакса с усечённым передним передним краем; рот эллиптический.
Паразиты пчёл вида Andrena (Andrena) maukensis (Andrena, Andrenidae). Близок к виду Stylops nassonowi, обнаруженному в Палеарктике на пчёлах Andrena (Plastandrena) carbonaria.
Вид был впервые описан в 1985 году японскими энтомологами Тэйдзи Кифунэ (Kifune Teiji; Department of Parasitology, School of Medicine, Университет Фукуоки, Фукуока) и Ёсихиро Хирасимой (Yoshihiro Hirashima; Entomological Laboratory, Faculty of Agriculture, Университет Кюсю, Фукуока, Япония).
В одной из новых работ по роду Stylops  в ходе анализа ДНК авторами (Straka et al., 2015) рассматривается в качестве предположительного синонима вида ?=Stylops japonicus Kifune & Hirashima, 1985 (в статусе «Supposed new junior subjective synonym», что на 2018 год не подтверждено соответствующими профильными базами данных, например, Eol.org и Strepsiptera database).